# 阿尼亚克 (阿拉斯加州)
阿尼亚克（英語：Aniak），是美国阿拉斯加州的一座城市。该市的人口在2000年为572人，2010年有501人。人口在阿拉斯加州排行第56。